# مشروع سنابل سونو
مشروع سنابل سونو أو بشاير سونو «نسبة إلى سونو الإسم القديم لأسوان» هو أحد المشروعات الزراعية العملاقة في مصر التي يقوم عليها جهاز مستقبل مصر للتنمية المستدامة لاستصلاح أراضي جديدة بالصحراء الغربية جنوب مصر (شرق وغرب الطريق الصحراوي الغربي) باستخدام المياه الجوفية، تصل مساحتها الإجمالية الموزعة على عدة مراحل إلى 850 ألف فدان في نطاق محافظة أسوان بداية من كوم أمبو وبنبان حتى إدفو، لتضيف 8% مساحة منزرعة جديدة لمصر تستغل لتحقيق الأمن الغذائي.